# シャルロッテ・フォン・ヘッセン＝カッセル
シャルロッテ・フォン・ヘッセン＝カッセル（Charlotte von Hessen-Kassel, 1627年11月20日 - 1686年3月16日）は、ドイツのヘッセン＝カッセル方伯家の公女で、プファルツ選帝侯カール1世ルートヴィヒの最初の妻。

## 生涯
ヘッセン＝カッセル方伯ヴィルヘルム5世とその妻でハーナウ＝ミュンツェンベルク伯フィリップ・ルートヴィヒ2世の娘であるアマーリエ・エリーザベトの間の第6子、五女として生まれた。1650年2月22日に又従兄にあたるプファルツ選帝侯カール1世ルートヴィヒと結婚した。
美貌の持ち主だったが、同時に我儘かつ強情な性格でもあり、3人目の子供を出産した後は、これ以上の出産は容姿・体型を損なうとして夫との同衾を拒んだ。また派手好みで、夫が三十年戦争で荒廃したプファルツ選帝侯領の再建のために節約に努めるのを尻目に、舞踏会や狩猟パーティを開いて散財を繰り返した。こうして選帝侯夫妻の夫婦仲は疎遠になった。
やがて夫は、妻の女官で愛人となっていたマリー・ルイーゼ・フォン・デーゲンフェルト男爵夫人との結婚を望むようになった。シャルロッテは離婚を拒んで2人と激しく対立し、神聖ローマ皇帝レオポルト1世に夫婦の調停を嘆願するなどの挙に出たので、選帝侯夫妻の醜聞はヨーロッパ諸国の宮廷でゴシップとして取り沙汰された。カール1世はシャルロッテと正式に離婚しないまま、1658年に身重のデーゲンフェルトとの結婚に踏み切ったため、重婚状態となった。
シャルロッテは娘リーゼロッテの養育を口実にハイデルベルク城に留まっていたが、カール1世は1659年に妹のオスナブリュック侯エルンスト・アウグスト妃ゾフィーに娘を預けてしまい、娘とも引き離された。これによりハイデルベルクに残る口実を失ったシャルロッテは、1663年に実家のカッセル宮廷に帰った。1680年に息子のカール2世が選帝侯位に就くとハイデルベルクに帰るが、1686年に水腫のために死去した。

## 子女
- カール（1651年 - 1685年） - プファルツ選帝侯
- エリーザベト・シャルロッテ（リーゼロッテ）（1652年 - 1722年） - 1671年、オルレアン公フィリップ1世と結婚
- フリードリヒ（1653年）